# Северный сельсовет (Курганская область)
Северный сельсовет — упразднённые административно-территориальная единица и муниципальное образование со статусом сельского поселения в Каргапольском районе Курганской области Российской Федерации.
Административный центр — село Северная.

## История
В соответствии с Законом Курганской области от 6 июля 2004 года № 419 сельсовет наделён статусом сельского поселения.
Законом Курганской области от 27 июня 2018 года N 64, в состав Чашинского сельсовета были включены все населённые пункты четырёх упразднённых Брылинского, Житниковского, Новоиковского и Северного сельсоветов.

## Население
| 2002 | 2010 | 2012 | 2013 | 2014 | 2015 | 2016 |
| ---- | ---- | ---- | ---- | ---- | ---- | ---- |
| 563  | ↘426 | ↘412 | ↘394 | ↗396 | ↘385 | ↘376 |
| 2017 | 2018 |      |      |      |      |      |
| ↗381 | ↘366 |      |      |      |      |      |

## Состав сельского поселения
| № | Населённый пункт | Тип населённого пункта          | Население |
| - | ---------------- | ------------------------------- | --------- |
| 1 | Белоусова        | деревня                         | ↘59       |
| 2 | Бралгина         | деревня                         | ↘148      |
| 3 | Северная         | деревня, административный центр | ↘219      |